# 迪金森县 (堪萨斯州)
迪金森县（英語：Dickinson County，縮寫DK）是位于美国堪薩斯州中部偏東的一个县，面積2,207平方公里，根據2020年美國人口普查統計，共有人口18,402人。县治阿比林。該縣成立於1857年2月20日。